# Personaggi di Fraggle Rock
Questo è l'elenco dei personaggi del programma televisivo dei Muppet, Fraggle Rock.

## Fraggle
I Fraggle sono piccole creature umanoidi di circa 22 centimetri di altezza, caratterizzate da una vasta gamma di colori. Presentano una coda terminante con un ciuffo di pelo. Vivono in un complesso di grotte naturali chiamato Fraggle Rock (Rocce Fraggle).
I Fraggle conducono una vita spensierata, trascorrendo la maggior parte del tempo a giocare, esplorare e divertirsi. La loro dieta si basa principalmente su verdure, in particolare ravanelli. Sono noti per consumare instancabilmente le costruzioni erette dai Doozer, piccole creature umanoidi impegnate incessantemente nel lavoro industriale. Per i Doozer è comunque vantaggioso che i Fraggle mangino le loro mura e gli edifici, poiché così liberano spazio per nuove costruzioni. Tuttavia, tra le due specie non scorre buon sangue, poiché i Fraggle rappresentano uno stile di vita completamente opposto a quello dei Doozer.

### Personaggi principali

#### Gobo Fraggle
Performer: Jerry Nelson
Gobo Fraggle è uno dei cinque Fraggle principali di Fraggle Rock. Ha la pelle arancione e presenta ciuffi viola sulla testa e sulla coda. Gobo è un esploratore, proprio come suo zio Traveling Matt. Mentre Matt esplora "l'altro universo" (ovvero tutto ciò che si trova al di fuori di Fraggle Rock), Gobo si dedica all’esplorazione delle numerose caverne di Fraggle Rock, molte delle quali ancora inesplorate.
Gobo è coraggioso, intelligente e gentile. Sebbene sia un buon leader, tende talvolta ad essere presuntuoso. Condivide la stanza con il suo migliore amico, Wembley, ed è molto legato a Red. Gobo ama cantare e suonare la chitarra.

#### Wembley Fraggle
Performer: Steve Whitmire
Wembley Fraggle è un Fraggle dalla pelle di colore verde giallastro. Ha un lungo naso, grandi occhi mobili e un folto ciuffo di capelli gialli sulla testa. È il più giovane del gruppo ed è spesso allegro ed energico, ma anche molto insicuro. Va d’accordo con tutti, tuttavia manca di iniziativa: è molto indeciso e fatica perfino a scegliere quale camicia indossare, nonostante ne possieda solo due, identiche tra loro.

#### Red Fraggle
Performer: Karen Prell
Red Fraggle è una Fraggle di colore giallo, con capelli rossi arricchiti da riflessi gialli e arancioni, sempre raccolti in grandi trecce. Di solito indossa un maglione rosso. Red è atletica ed energica, e ama considerarsi la Fraggle più veloce e forte di Fraggle Rock. Adora le immersioni, il nuoto e lo sport in generale. Il suo compito è pulire la piscina situata al centro di Fraggle Rock. Partecipa a corsi di nuoto e si considera un’esperta di hockey su roccia. È molto competitiva nei confronti dei suoi amici, cosa che a volte crea tensioni, soprattutto con Gobo Fraggle, che però lei ammira segretamente. Odia ammettere i propri errori.
La sua migliore amica è Mokey Fraggle. Successivamente, Red stringerà anche amicizia con Cotterpin Doozer.

#### Mokey Fraggle
Performer: Kathryn Mullen
Mokey Fraggle è una Fraggle con la pelle di colore malva scuro e pelliccia viola, ha lunghi capelli turchesi e indossa un lungo maglione grigio.
Mokey è una sognatrice: ama dipingere, scrivere poesie, tenere un diario, meditare e godersi l’ambiente circostante. Essendo la più matura tra i cinque compagni, spesso assume un ruolo materno nei loro confronti. È molto emotiva e si preoccupa spesso per gli altri. È sempre pronta ad aiutare un amico in difficoltà, anche se si tratta di un Gorg.
Condivide la stanza con la sua migliore amica Red e si prende spesso cura di Boober. Ha un debole per i menestrelli: il suo amore per la musica l’ha spinta a tentare di unirsi a loro. Ritiene inoltre che Gobo Fraggle sia molto coraggioso e lo ammira per questo.

#### Boober Fraggle
Performer: Dave Goelz
Boober Fraggle è uno dei cinque principali Fraggle di Fraggle Rock. Ha la pelle e la pelliccia verde, con capelli rossi che gli coprono gli occhi. Di solito indossa un cappello e una sciarpa marrone. A differenza degli altri Fraggle, a Boober non piace molto giocare e divertirsi; trascorre la maggior parte del tempo preoccupandosi della morte e della malattia. È facilmente spaventato e soffre di numerose fobie, come la paura delle altezze. A causa delle sue paure, è molto informato sulla salute e sulla superstizione, e possiede un portafortuna per ogni occasione.
A parte i suoi amici, ci sono solo due cose nella vita a cui Boober è molto affezionato: la lavanderia e la cucina. Boober è molto simile a un Cave Fraggle, anche se ciò potrebbe essere solo una coincidenza.
Con il progredire della serie, Boober diventa gradualmente meno pessimista e inizia ad apprezzare alcune delle attività divertenti che i Fraggle amano fare.

#### Zio Traveling Matt
Performer: Dave Goelz
Lo zio Traveling Matt è un coraggioso Fraggle esploratore e zio di Gobo. Nel primo episodio di Fraggle Rock, Matt esce da Fraggle Rock per avventurarsi nel "l'Altro Universo". Per documentare le sue imprese, Matt invia una serie di cartoline a suo nipote, in cui racconta le sue esperienze con le "Strane Creature" (gli Umani) e la loro cultura dal punto di vista dei Fraggle. Zio Matt vanta il suo coraggio e la sua intraprendenza, ma tende anche ad essere molto goffo.

### Altri Fraggle
- Gli Antichi Fraggle: una tribù di Fraggle primitivi.
  - Fishface Fraggle (Fraggle Faccia di Pesce) (interpretato da Jerry Nelson): Il sovrano autocratico degli antichi Fraggle.
  - Bigmouth Fraggle (Fraggle Chiacchierone) (eseguita da Bob Stutt): Un antico Fraggle che parla molto.
  - Bonehead Fraggle (Fraggle Testa di Osso) (interpretato da Cheryl Wagner): un antico Fraggle con un osso incastrato nel naso, ripete tutto quello che Fishface dice.
  - Noodlenose Fraggle (interpretato da Tim Gosley):  Un Fraggle antico che si diverte sempre.
- Cantus il Menestrello (interpretato da Jim Henson): Cantus, insieme ad altri Menestrelli, viaggiano continuamente in diverse parti della grotta, e si fermano più volte a Fraggle Rock. Incoraggiano i Fraggle nello scrivere le proprie canzoni.
- Brio il Menestrello (interpretato da Terry Angus): è uno dei menestrelli come Cantus. Brio è un Fraggle occhialuto che suona i cembali.
- Cave Fraggles: nel profondo delle grotte di Fraggle Rock, vivono un altro gruppo di Fraggle: i Cave Fraggles, nemici dei Fraggle proprio perché i Cave Fraggle sono pessimisti e detestano il divertimento.
- Convincing John (Il Convincente John) (interpretato da Jim Henson): un Fraggle che ricorda un evangelista, usa le sue parlantina veloce nei numeri musicali PER convincere i Fraggle a fare qualsiasi cosa.
- Fraggle Storyteller (eseguita da Richard Hunt nella prima apparizione, Terry Angus nelle apparizioni successive): Vive da qualche a Fraggle Rock e racconta storie ai Fraggle. Lei ha una cotta per lo zio Traveling Matt.
- le Fragglettes (interpretato da Dave Goelz, Richard Hunt, e Kathryn Mullen il canto vocale fornita da Sharon Lee Williams): sono femminili Fraggle, cantanti back-up di Convincing John.
- Dimpley Fraggle: c'erano due diversi Fraggle che compaiono sullo sfondo che sono stati nominati Dimpley:
  - Dimpley Fraggle # 1 La prima Dimpley Fraggle è una ragazza con le trecce che hanno corso in una gara contro Gobo nell'episodio Wembley e la Grande Corsa.
  - Dimpley Fraggle # 2 Il secondo Dimpley Fraggle che era un componente della squadra di hockey di Rumple Fraggle.
- Feenie Fraggle (interpretato da Jerry Nelson): Un Fraggle bonario ma piuttosto lento di comprendonio. Miglior amico di Large Marvin Fraggle.
- Felix il Fearless (Felix il senza macchia) (eseguito da Bob Stutt): Un Fraggle abbronzato con i capelli verdi e grigi, che funge da capo della Fraggle Rescue Squad (Squadra di Salvataggio dei Fraggle).
- Large Marvin Fraggle (eseguito da Dave Goelz): è il più grasso Fraggle di Fraggle Rock, a causa del suo amore per gli spuntini. Lui è un po' stupido, ma è anche atletico ed è un avversario temuto da Red Fraggle nelle gare di nuoto.
- Zio Gobo (interpretato da Jerry Nelson): era lo zio di Traveling Matt.
- Wizard (interpretato da Richard Hunt): Il mago è un presunto maestro di prestidigitazione che visita Fraggle Rock di tanto in tanto per mostrare i suoi giochi di prestigio.
  - 7-Word-Max (interpretato da Dave Goelz): lacchè del Mago, si eccita facilmente e ama vantarsi.
- Il Fraggle più Anziano del Mondo (interpretato da Dave Goelz): spesso officia eventi cerimoniali e riunioni di emergenza. Essendo uno dei Fraggle più Anziani è ovviamente molto rispettato, ma lui non è il loro leader. Il suo ruolo sembra essere per lo più cerimoniale, egli presiede giochi e conduce incontri molto, ma lui non fa le regole per chiunque.

## Doozer
Nel mondo di Fraggle Rock vive un'altra specie molto particolare: i Doozer, piccole creature umanoidi, tozze, verdi e laboriose come le formiche. Alti solo 6 centimetri, i Doozer non vanno d'accordo con i Fraggle proprio perché, al contrario di questi ultimi, dedicano le loro vite al lavoro e all'industria. Impiegano gran parte del loro tempo a costruire ogni sorta di impalcatura apparentemente inutile, spinte unicamente dal piacere della costruzione.
Per assicurarsi di avere sempre spazio dove edificare, i Doozer realizzano strutture commestibili ricavate dai ravanelli, chiamate bastoncini dei Doozer, che i Fraggle possono mangiare, liberando così l’area per nuove costruzioni.
I Doozer sono fondamentali per l’ecosistema di Fraggle Rock: coltivano i ravanelli prelevati dal giardino dei Gorg per costruire i bastoncini, che servono sia a edificare sia a nutrire i Fraggle. Nonostante questa interdipendenza, le due specie mantengono un rapporto distaccato e, spesso, conflittuale.

### Doozer di Fraggle Rock
- Angle Doozer è una giovane costruttrice curiosa e intraprendente della nuova generazione Doozer.
- Doozer Architetto (interpretato da Jerry Nelson): disegna tutte le costruzioni dei Doozer. Egli diventa anche il mentore di Cotterpin.
- Bull Doozer è un Doozer robusto e pratico, sempre pronto ad aiutare nei lavori più pesanti.
- Cable Doozer è un Doozer specializzato nella gestione e installazione di cavi e condutture.
- Cantilever Doozer: la nonna di Cotterpin, esperta in costruzioni sospese e strutture a sbalzo.
- Cotterpin Doozer (interpretata da Kathryn Mullen): è una giovane ragazza Doozer ed è il personaggio Doozer ad apparire più frequentemente su Fraggle Rock. A differenza degli altri laboriosi Doozer, le passioni di Cotterpin sono il divertimento e l'arte ed ha una mentalità da Fraggle infatti la sua migliore amica è Red.
- Crosscut Doozer (eseguito da Kathryn Mullen) Crosscut è un saldatore Doozer.
- Derrick Doozer  è un Doozer specializzato nell'uso di gru e sollevamenti nelle costruzioni.
- Drill bit Doozer è un Doozer addetto alla perforazione e allo scavo di tunnel.
- Flange Doozer (interpretato da Steve Whitmire): è marito di Wingut Doozer e padre di Cotterpin.
- Flex Doozer (interpretato da Richard Hunt) è un Doozer agile e versatile, spesso coinvolto nei lavori più delicati o complessi.
- Hammerhead Doozer è un Doozer forte e determinato, specializzato nei lavori di demolizione e costruzione pesante.
- Lumber Doozer è un Doozer specializzato nel taglio e nella lavorazione del legname per le costruzioni.
- Lock Doozer  è un Doozer responsabile della sicurezza e della gestione delle serrature nelle costruzioni.
- Giudice Martelletto (interpretato da Karen Prell) è un Doozer che svolge il ruolo di giudice, noto per la sua severità e per usare un martelletto durante le udienze.
- Modem Doozer (interpretata da Karen Prell): è la madre di Wrench Doozer. è un Doozer che si occupa delle comunicazioni e della trasmissione dati all’interno della comunità Doozer.
- Rotary Doozer (interpretato da Sandra Shamas) è un Doozer specializzato nell'uso di strumenti rotanti per lavori di costruzione e assemblaggio.
- Scoop è un Doozer esperto nello scavo e nella rimozione di materiali durante le costruzioni.
- Turbo Doozer (interpretato da Richard Hunt) è un Doozer veloce e efficiente, specializzato nelle attività che richiedono rapidità e precisione.
- Ufficiale giudiziario Doozer (interpretato da Mike Peterson): l'ufficiale giudiziario ha coinvolto nel processo di Cotterpin.
- Wrench Doozer (interpretato da Dave Goelz): è il migliore amico di Cotterpin ed è figlio di Modem Doozer. è un Doozer specializzato nell’uso di chiavi inglesi e strumenti meccanici per assemblaggi e riparazioni.
- Wingnut Doozer (eseguita da Karen Prell): è la madre di Cotterpin.

### Doozer di Fraggle Rock (Serie Animata)
- Bolt Doozer è un Doozer specializzato nell’utilizzo di dadi a farfalla per il fissaggio e l’assemblaggio delle strutture.
- Lugnut Doozer  è un Doozer specializzato nel fissaggio e serraggio di bulloni e dadi nelle costruzioni
- Protractor Doozer è un Doozer esperto nella misurazione degli angoli e nell'assicurare la precisione geometrica delle costruzioni.
- Strass Doozer  è un Doozer specializzato nell'ornamentazione e nella decorazione delle strutture.

## Famiglia Gorg
Fuori da Fraggle Rock vive una piccola famiglia di Gorg, giganteschi umanoidi pelosi.
Il marito e la moglie, Pa e Ma Gorg, si considerano il re e la regina dell’universo, mentre il loro figlio, Junior Gorg, è l’autoproclamato principe erede. In realtà, i tre sono semplici agricoltori che vivono in una casa rustica con giardino.
I Fraggle sono considerati dai Gorg dei parassiti, poiché rubano regolarmente i ravanelli coltivati nel loro orto.
Nel giardino dei Gorg si trova anche una curiosa creatura chiamata Marjory, un mucchio di spazzatura e concime senziente, venerata dai Fraggle come una sorta di oracolo. È affiancata da due ratti assistenti: Philo e Gunge. I Fraggle credono che Marjory sia onnisciente e si recano spesso da lei per ricevere consigli.
I Gorg svolgono un ruolo essenziale nell’ecosistema di Fraggle Rock: i Doozer usano i ravanelli del loro giardino per produrre i bastoncini da costruzione, mentre i Fraggle si nutrono prevalentemente di questi stessi ortaggi.

### Ma Gorg
Performer: Myra Fried (voce nel 1983), Cheryl Wagner (voce e volto dal 1984-1987) Trish Leeper (corpo)
Ma Gorg è la madre della famiglia dei Gorg e si autoproclama Regina dell'Universo. È sposata con Pa Gorg e hanno un figlio, Junior. Sua madre era la regina Esmerelda.
È il membro più sentimentale della famiglia, ma anche il più imponente. Con minacce di crisi di pianto riesce spesso a costringere Pa a soddisfare i suoi capricci.
Nonostante ciò, Ma prova un grande affetto per la sua piccola famiglia, ed è un’ottima cuoca e sarta. Ha una paura innata dei Fraggle, che ricorda lo stereotipo delle casalinghe terrorizzate dai topi. Tuttavia, in rare occasioni, il suo istinto materno e il desiderio di aiutare i Fraggle la spingono a superare le sue paure.

### Pa Gorg
Performer: Jerry Nelson (voce), Gordon Robertson (corpo)
Pa Gorg è il patriarca della famiglia dei Gorg e si autoproclama re dell'Universo. È sposato con Ma Gorg e hanno un figlio, Junior.
Sebbene appaia spesso goffo e impacciato, Pa Gorg dimostra talvolta lampi di saggezza e possiede un certo senso dell'onore. Quando tutte le foglie dell'albero Nirvana del suo giardino cadono, considera brevemente di seguire l'esempio del padre (incollando foglie nuove sull'albero), ma decide invece di fare il proprio dovere e cedere la corona e il regno a Junior.
Pa mostra anche alcuni tratti sgradevoli: è irascibile, impetuoso e incline a urlare, soprattutto con Junior, tanto che promettere di non farlo diventa per quest’ultimo un incentivo prezioso. Inoltre, soffre di vertigini e ha paura delle altezze.

### Junior Gorg
Doppiatore: Richard Hunt  Performer: Rob Mills e Frank Meschkuleit
Junior Gorg è il figlio di Pa Gorg e Ma Gorg, che si sono autoproclamati governanti dell'universo. Pur essendo "principe", a Junior vengono affidate mansioni domestiche nel "castello", tra cui la manutenzione del giardino reale di ravanelli. Si occupa in particolare di sistemare le trappole nel giardino esterno al castello, con l'obiettivo di catturare i Fraggle che si intrufolano nella proprietà dei Gorg per raccogliere i ravanelli.
Junior è orgoglioso della sua origine Gorg ed è sempre desideroso di compiacere i suoi genitori, anche quando non comprende gli ordini che gli vengono dati e viene sfruttato.

## Altri personaggi

### Doc
Attore: Gerry Parkes
Doc è un inventore ed è l'unico personaggio umano di Fraggle Rock (nonché l'unico apparso in ogni singolo episodio). Vive con il suo cane e migliore amico, Sprocket. Doc trascorre gran parte del tempo nel suo laboratorio, una vecchia stanza ristrutturata che comunica direttamente con le grotte dei Fraggle tramite un foro nel muro. Essendo umano, Doc è considerato dai Fraggle una delle "Strane Creature".
Ogni volta che lo zio Matt invia cartoline a Gobo, queste vengono recapitate all'indirizzo dell'officina di Doc. Per questo motivo, Gobo è spesso costretto ad avventurarsi nel laboratorio di Doc per recuperare le cartoline, venendo talvolta sorpreso da Sprocket.

### Sprocket
Performer: Steve Whitmire
Sprocket è un intelligente cane da pastore di proprietà di Doc. Trascorre la maggior parte del tempo nel laboratorio di Doc, dove ha il suo letto e il cibo a portata di zampa, osservando il padrone al lavoro. Di conseguenza, spesso sorprende Gobo mentre tenta di prendere le cartoline dello zio Traveling Matt.

### Marjory il mucchio di spazzatura
Performer: Jerry Nelson
Marjory è un grande mucchio di spazzatura che vive nel giardino dei Gorg, sempre accompagnata dai suoi compari Philo e Gunge. Marjory è molto saggia e funge da oracolo per i Fraggle.
Occasionalmente usa un occhialino per scrutare i visitatori e spesso si sistema nella sua fossa di rifiuti quando dorme. Parla con un accento irregolare dell’Est europeo, talvolta con influenze tedesche e frequenti inflessioni in Lingua yiddish.

### Philo e Gunge
Performer: Dave Goelz (Philo), Richard Hunt (Gunge)
Philo e Gunge sono due seguaci di Marjory, simili a ratti. Vivono insieme a lei nel mucchio di spazzatura nel giardino dei Gorg.

### Personaggi Minori ed altre creature di Fraggle Rock
- Il Capitano (interpretato da Fulton MacKay): è l'equivalente britannico di Doc e compare solo nella versione inglese di Fraggle Rock. È un marinaio in pensione con accento scozzese che vive in un faro insieme al cane Sprocket. Nelle stagioni successive della versione britannica, il Capitano viene sostituito da suo nipote PK e da suo figlio BJ.
- Doc (versione francese) (interpretato da Michel Robin): è l'equivalente francese dell'originale Doc. A differenza della versione statunitense, il Doc francese è un cuoco e non un inventore.
- Doc (versione tedesca) (interpretato da Hans-Helmut Dickow): è l'equivalente tedesco del Doc americano. Come l'originale, è un inventore e vive nello stesso laboratorio con il cane Sprocket, cambia solo l'attore che lo interpreta.
- Aretha (eseguita da Sharon Lee Williams): una creatura pelosa che vive nelle grotte di Fraggle Rock.
- The Avalanche Monster (il Mostro delle Valanghe) (eseguita da Bob Stutt): una creatura mostruosa di roccia con problemi di vista.
- Tree Creatures (Creature degli Alberi): una coppia di uccelli marroni che depone un uovo nel giardino dei Gorg; accidentalmente l'uovo cade nel pozzo che collega il giardino con Fraggle Rock. L'uovo è stato trovato da Wembley, che se n'è preso cura fino alla schiusa.
- Balsam il menestrello: un menestrello identificabile come un insetto, suona i bongo.
- Begoony (eseguita da John Pattison): una creatura magica simile a un coniglio che fa amicizia con Mokey.
- Brool il Menestrello (eseguita da Tim Gosley): una creatura non specificata, uno dei cinque menestrelli, suona una grande chitarra.
- Creepers Arrampicanti: erbacce killer che si diffondono rapidamente, arrestabili solo dai fiori.
- Cooties: creature la cui puntura provoca la febbre Rock.
- Ditzies (doppiato da Kathryn Mullen): piccole creature luminescenti che vivono di musica e sono la fonte di tutta la luce in Fraggle Rock. In assenza di musica, Fraggle Rock diventa buia e tutte le creature cadono in sonno.
- Flute-bird (Uccello-flauto) (eseguita da Kathryn Mullen): un uccello con becco simile a un flauto.
- Flying Batworm (Pipistrello-verme volante) (interpretato da Steve Whitmire): creatura notturna difficile da individuare.
- Ragni Gridgen sono creature aracnidi aggressive e pericolose che abitano nelle grotte di Fraggle Rock, spesso rappresentate come minacce per i Fraggle.
- Honkfish: pesci che abitano un fiume vicino al Castello dei Gorg.
- Inkspots (eseguiti da Trish Leeper, Rob Mills e Gord Robertson): piccole creature marroni con occhi sporgenti, appaiono sullo sfondo in vari episodi.
- L'Invisible Garboil: temibile demone della tradizione Fraggle che vive nel grande labirinto esterno. Nessuno conosce dimensioni o forma a causa della sua invisibilità.
- Lanford (eseguito da Rob Mills): la pianta di Mokey.
- L'ultima delle Creature Lilly (interpretato da Bob Stutt)
- I Merggles: razza di acquatici Fraggle che vivono tra le radici di un grande albero. Sono la versione Fraggle di tritoni e sirene: la metà inferiore è una coda di pesce.
  - Merboo Merggle (eseguita da Kathryn Mullen): profeta.
  - Merkey Merggle (eseguita da Rob Mills): profeta del lato oscuro.
  - Mermer Merggle (interpretato da Steve Whitmire): leader dei Merggles.
  - Merple Merggle (interpretato da Nikki Tilroe): sempre felice, profeta del lato luminoso.
  - Mervin Merggle (interpretato da Jerry Nelson): vende cappelli.
- Murray il Menestrello (interpretato da Steve Whitmire): menestrello che suona una chitarra. Progettato da Michael K. Frith e costruito da Tim Miller.